# Club Ciclista Sant Boi
El Club Ciclista Sant Boi es una entidad deportiva de San Baudilio de Llobregat (Barcelona, España) centrada en diferentes modalidades del ciclismo: carretera, montaña, pista y ciclocross.
El Club Ciclista Sant Boi nació, como tal, en 1965 como Club Ciclista Samboyano, aunque su historia se remonta a 1913, cuando se organizó en este municipio la II Festa del Pedal, una fiesta anual de la bicicleta de Cataluña, momento que aprovecharon los ciclistas locales para organizarse y crear la primera sociedad ciclista santboiana. Más tarde, en los años 30, este grupo de amigos y vecinos del municipio decidieron oficializar su afición al ciclismo fundando la Agrupación Ciclista Santboiana cuya actividad se vio mermada con la llegada de la dictadura. Fue con la llegada de la democracia que la denominación oficial de la entidad pasó a ser Club Ciclista Sant Boi.
Desde su fundación, el Club Ciclista Sant Boi ha enfocado sus actividades en tres direcciones: la organización de carreras, la formación de equipos de competición de todas las categorías y disciplinas y la actividad cicloturista. Es por una de las carreras que organiza, la Cursa Ciclista del Llobregat, más conocida como Berga-Sant Boi, que la entidad es reconocida en todo el país, además de por sus equipos de competición de base.

## Ciclistas
La cantera del Club Ciclista Sant Boi ha dado nombres al ciclismo profesional. como Antonio Martínez, Juan Valbuena, Israel Núñez, Jordi Vilà o David de la Cruz. son algunos nombres.

## Actividades principales
El Club Ciclista Sant Boi participa con sus equipos, formados por ciclistas de todas las edades, desde niños a veteranos, en diferentes carreras del calendario catalán y nacional.
La actividad principal se centra en la modalidad de carretera pero con el paso del tiempo se han ido afianzando otras disciplinas como el ciclismo en pista, el mountain bike o el ciclocross.
La organización de carreras es otro de los pilares en la estructura del club. Un total de 4 carreras para todas las categorías conforman el calendario organizativo de la entidad.
Por último, la sección cicloturista ofrece diferentes alternativas de ciclismo recreativo a sus socios.

## Escola de Ciclisme
De la mano de Jose Miguel Carrero y Adolfo Moreno, en 1982 se pone en marcha la Escola de Ciclisme para formar a chicos y chicas menores de 19 años en el deporte ciclista. En 1997, Juan Valbuena, excorredor profesional en Lotus-Festina formado en las filas del Club Ciclista Sant Boi toma la dirección de la Escola y en 1998 es Jesús Ruiz quien se hizo cargo de esta sección, consiguiendo hacer de la Escola un referente en el mundo del ciclismo.

## Parc Ciclista de Sant Boi
A finales de 2010 comenzó a construirse en los terrenos de la antigua fábrica Can Dubler un circuito de ciclismo que era demandado en el municipio desde hacía casi 30 años. En junio de 2011 las obras finalizaron y el 24 de septiembre de ese mismo año se inauguró el Parc Ciclista de Sant Boi, que gestiona desde entonces el Club Ciclista Sant Boi. La pista tiene 2 posibles trazados, uno corto (perimetral) de 425 metros y otro más largo de 966 metros; cuenta con iluminación artificial por lo que es una buena opción para hacer entrenos por la noche. El objetivo de esta instalación es la promoción y difusión del deporte del ciclismo y del uso de la bicicleta entre la población.

## Organización de carreras
A lo largo de todo el año, el Club Ciclista Sant Boi organiza un total de cuatro competiciones. La más importante de todas es sin duda la Cursa Ciclista del Llobregat.
1. Cursa Ciclista del Llobregat: En 1983 nació una carrera que pretendía unir el nacimiento y la desembocadura del río Llobregat, que cruza Cataluña de norte a sur. En 1997 la carrera se incorporó al calendario UCI internacional (categoría 1.2) y dos años después, en 1999, pasó a formar parte de la recién estrenada Copa de España de Ciclismo, competición que aglutina a las carreras ciclistas de un día más importantes de esta categoría. En 2011 la carrera no formó parte de este Copa de España y se integró en el calendario catalán Élite/Sub-23, pasando el año siguiente a disputarse en categoría Júnior y volviendo de nuevo en 2013 al calendario de la Copa de España, esta vez en categoría Júnior. Esta carrera ha visto entre sus ganadores a importantes ciclistas como Daniel Moreno, Carles Torrent o Mikel Nieve y ha disfrutado de podios con gente como Juan Antonio Flecha, Alejandro Valverde o Angel Edo. Durante muchos años se la conoció como Berga-Sant Boi porque durante más de 25 años estas poblaciones eran salida y llegada de la carrera; actualmente la salida se ubica en el municipio de Navàs y está reservada para la categoría júnior[5]
2. Challenge de Ciclisme del Baix Llobregat: En 1987 el Club Ciclista Sant Boi, en colaboración con otros clubes de la comarca del Bajo Llobregat, puso en marcha una competición para la categoría cadete formada por todas las competiciones disputadas en esta comarca barcelonesa. Desde entonces, de forma ininterrumpida, se disputa esta competición que ha visto entre sus ganadores a corredores tan importantes como Juan Antonio Flecha.
3. Trofeu Patronat d'Esports: La categoría Júnior también cuenta con su propia carrera desde hace más de 30 años. Aunque la ubicación del circuito ha ido variando a lo largo de los años (Ronda Sant Ramon, Parc de la Muntanyeta, Camps Blancs, Estadi Municipal de béisbol...), siempre se ha caracterizado por su exigencia y la dureza del recorrido.
4. Cursa de Ciclocross: Desde 2006 se viene disputando una de las competiciones más populares, la Cursa de Ciclocross. A raíz de la recuperación de esta disciplina ciclista en Cataluña, el Club Ciclista Sant Boi decidió resucitar esta competición que hacía más de 20 años que no se disputaba. Anteriormente la acogía el barrio de Marianao y en la actualidad el Parc de la Muntanyeta es el escenario de esta carrera. En el regreso del ciclocross a este municipio catalán, fue el santboiano Santiago Armero el primer vencedor de esta carrera.

## Enlaces
- Club Ciclista Sant Boi
- Cursa Ciclista del Llobregat
- Cursa de Ciclocross Archivado el 6 de marzo de 2009 en Wayback Machine.